# Striberg
Striberg – miejscowość (tätort) w Szwecji, w regionie administracyjnym (län) Örebro, w gminie Nora.
Według danych Szwedzkiego Urzędu Statystycznego liczba ludności wyniosła: 312 (31 grudnia 2015), 294 (31 grudnia 2018) i 303 (31 grudnia 2019).